# مصطفی اسماعیل

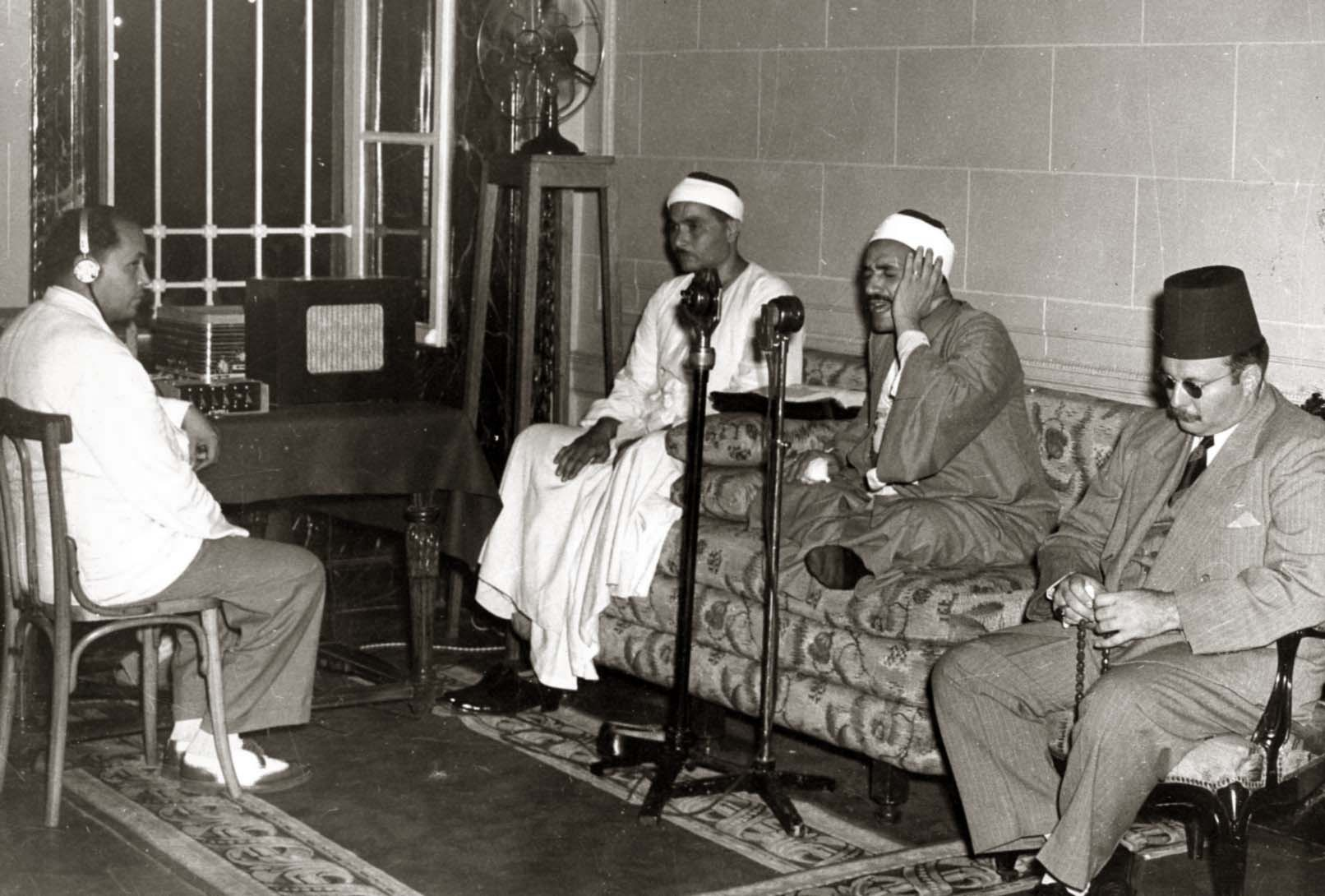
مصطفی اسماعیل با پیراهن سفید در میانه تصویر در کنار ملک فاروق

مصطفی اسماعیل (۱۷ ژوئن ۱۹۰۵ – ۲۶ دسامبر ۱۹۷۸) قاری قرآن اهل مصر بود که از او به عنوان اکبر القراء و یکی از بزرگترین قاریان تاریخ جهان نام می‌برند.
بسیاری در قرائت قرآن از نحوۀ صوت او تقلید می‌کنند.
مصطفی اسماعیل، ۲۶ دسامبر ۱۹۷۸ درگذشت. با درگذشت اسماعیل، رو به پایان نهادن دوران طلایی قاریان مصری آغاز شد.

## زندگی‌نامه
مصطفی محمد المرسی ابراهیم اسماعیل مشهور به شیخ مصطفی اسماعیل، روز ۱۷ ژوئن ۱۹۰۵ در روستای میت غزال، واقع در استان غربیه مصر متولد شد. از سنین کودکی و با تشویق و نظارت پدربزرگش در مکتب‌خانۀ روستا شروع به حفظ قرآن کرده و پیش از ۱۲ سالگی حافظ کل قرآن شد. استادان قرآن او، شیخ ابوحشیش و شیخ ادریس فاخر بودند.
از ۱۷ سالگی وارد آموزشگاه الازهر در شهر طنطا شد و به صورت حرفه‌ای زیر نظر شیخ ابراهیم سلام به فراگیری علوم قرآن و قرائات پرداخت و به واسطۀ صدای کم نظیری که داشت، طولی نکشید که به عنوان یک قاری معروف در شهر طنطا و مناطق همجوار مانند المنصوره، اسکندریه و... شناخته شد.
در ۱۹۴۴ میلادی، در مراسم جشن ولادت پیامبر اسلام در مسجد مشهور امام‌حسین تلاوت کرد؛ این تلاوت که شامل سوره‌های تحریم و حاقه بود، به صورت مستقیم از رادیو پخش شد و باعث شهرت بیش از پیش شیخ مصطفی شد. 
وی در ادامۀ فعالیت خود در زمینۀ تلاوت، به عنوان قاری قصر ملک فاروق و همچنین مسجد الازهر قاهره منصوب گردید و از جمله قاریان رسمی رادیوی مصر شد، و خیلی زود آوازۀ تلاوت‌های وی در سراسر سرزمین مصر و جهان اسلام پیچید.
استاد مصطفی اسماعیل، جهت تلاوت قرآن به کشورهای مختلفی از جمله کشورهای اسلامی و عربی مانند سوریه، عراق، عربستان، فلسطین، لبنان، ترکیه، پاکستان، مالزی و اندونزی، و همچنین کشورهای غربی مانند فرانسه، آلمان، کانادا و آمریکا سفر کرد. ضمن این که مدال‌های افتخار متعددی نیز در این سفرها و از طرف مسئولین این کشورها دریافت کرد.
سرانجام مصطفی اسماعیل در سال ۱۹۷۸ میلادی (۱۳۵۷ خورشیدی) و در سن هفتاد و سه سالگی درگذشت. وی در روز جمعه ۲۲ دسامبر ۱۹۷۸ در بازگشت از شهر دمیاط (و پس از قرائت آخرین تلاوت عمرش که از سوره کهف بود) دچار سکتۀ مغزی شده، و یک روز بعد به بیمارستانی در اسکندریه منتقل شد، چند روز در بیمارستان زیر نظر بود تا این‌که غروب روز سه شنبه ۲۶ دسامبر از دنیا رفت، دو روز بعد - ۲۸ دسامبر - مراسم تشییع جنازه در اطراف میدان التحریر قاهره و مسجد عمر مکرم با حضور مقامات و شخصیت‌های مهم برگزار شد. این مراسم به‌طور مستقیم از تلویزیون پخش شد. پس از تشییع، پیکر وی را به روستای میت غزال منتقل کردند تا طبق وصیت شیخ در خانۀ خودش دفن شود.
از جملۀ مشهورترین آثار استاد مصطفی اسماعیل، می‌توان به تلاوت سوره‌های «هود، حاقه، شمس ۱۹۷۶»، «فاطر، حاقه ۱۹۷۰»، «حجرات، ق، شرح، توحید ۱۹۵۷»، «بقره، طارق، شرح ۱۹۵۷»، «حج ۱۹۴۵»، «یوسف، حاقه ۱۹۵۸»، «نجم، قمر، الرحمن، حاقه، نازعات، شمس ۱۹۵۶»، «نمل ۱۹۵۸»، «ق، ذاریات ۱۹۶۲»، «تحریم، حاقه ۱۹۶۳» و «نساء، الرحمن ۱۹۶۶» اشاره کرد.